# Gnetopsida
Gnetopsida har tre ordener, men i visse systematikker er de sammenlagt til én: Gnetales. Beskrivelsen af klassens kendetegn skal søges under divisionen Gnetophyta.
| Ordner |

- Gnetum-ordenen (Gnetales)
- Ledris-ordenen (Ephedrales)
- Welwitschia-ordenen (Welwitschiales)

| Portal | Portal:Botanik |